# Weißes Moor (Rahden)

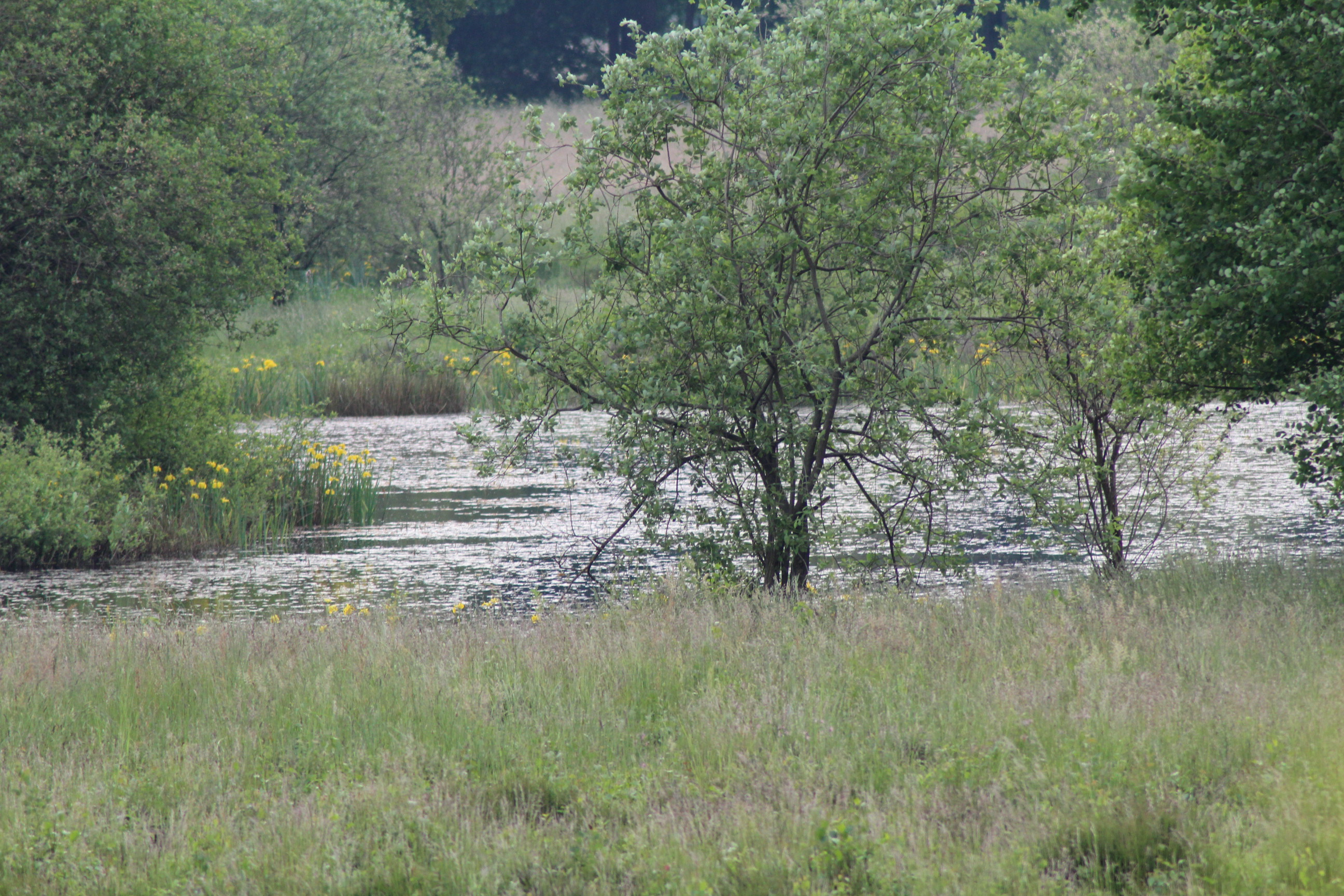
Kleingewässer im Zentrum des Weißen Moores

Das Naturschutzgebiet Weißes Moor liegt in der Stadt Rahden im Kreis Minden-Lübbecke. Es ist rund 46,7 ha groß und wird unter der Bezeichnung MI-021 geführt.
Es liegt nordöstlich des Ortsteiles Tonnenheide und westlich der Grenze zu Niedersachsen und der Wickriede. 

## Bedeutung
Die Unterschutzstellung erfolgt wegen der Seltenheit und der besonderen Eigenart der Fläche und zur Erhaltung und Wiederherstellung 
von Lebensgemeinschaften als Refugium für bedrohte und gefährdete wildlebende Tier- und Pflanzenarten.
Diese landesweit bedeutsamen Lebensräume mit dem für die Rahden-Diepenauer Geest typischen Moorgebiet aus einem Hochmoorkomplex und angrenzendem Niedermoorbereich mit den Heiden (Calluna-Heiden und Zwergstrauchheiden), Stillgewässern, Eichen-Birkenwäldern, Gebüschen und Hecken sind zu erhalten und zu schützen. Außerdem hat das Gebiet als Trittsteinbiotop eine wichtige Bedeutung im Zusammenhang mit den anderen noch bestehenden Mooren wie dem Großen Torfmoor, dem Oppenweher Moor und dem Uchter Moor. Im Zuge der Nationalen Moorschutzstrategie von 2022 wurden Maßnahmen zur Wiedervernässung des Weißen Moors ergriffen.
Das Weiße Moor ist ein FFH-Gebiet im Gebietsnetz Natura 2000. Von besonderer Bedeutung ist z. B. für die Bekassine, den Waldwasserläufer, den Zwergtaucher, den Wiesenpieper und den Pirol sowie die Knäkente und die Krickente.